# Velika nagrada Generala San Martína
Velika nagrada Generala San Martína je bila avtomobilistična dirka za Veliko nagrado, ki je med letoma 1948 in 1950 potekala v El Torreónu, Mar del Plata. Imenovana je po Joséju de San Martínu, generalu iz 18. stoletju in argentinskemu narodnem heroju, ki se je uspešno boril proti španski nadvladi v Južni Ameriki. Zaradi januarskega termina je bila dirka dobro obiskana tudi s strani evropskih dirkačev in moštev, predvsem italijanskih, ki so tudi dobili dve dirki od treh. 

## Zmagovalci
| Leto | Zmagovalec         | Konstruktor | Dirkališče | Poročilo |
| ---- | ------------------ | ----------- | ---------- | -------- |
| 1950 | Alberto Ascari     | Ferrari     | El Torreón | Poročilo |
| 1949 | Juan Manuel Fangio | Maserati    | El Torreón | Poročilo |
| 1948 | Giuseppe Farina    | Maserati    | El Torreón | Poročilo |